# Нуаель-ле-Юмьер
Нуаель-ле-Юмьер (фр. Noyelles-lès-Humières) — коммуна во Франции, входит в регион О-де-Франс, департамент Па-де-Кале, округ Монтрёй, кантон Оси-ле-Шато. Одна из наименьших по площади и по населению коммун департамента.

## География
Расположена в 18,5 км по автодорогам к северу от коммуны Оси-ле-Шато и в 33 км по автодорогам к востоку-юго-востоку от города Монтрёй. Граничит с коммунами Нёлетт, Эклимё, Юмьер и Виеман.

## История
Местность впервые упоминается в 1120 году в форме Nigelles. Встречались также формы Noielle-en-Ternois, Noyelles-lès-Hesdin.
С 1793 года коммуна входила в состав кантона Бланжи района Монтрёй департамента Па-де-Кале.
С 1801 года входила в состав кантона Вай (с 1816 года — Ле-Парк) округа Сен-Поль (с 1926 года — округа Аррас).

## Достопримечательности
- Церковь святого Мартина
- Памятник павшим
- Сельское кладбище на границе с коммуной Виеман

## Экономика[4]
Уровень безработицы в 2019 году — 7,7 % (в 2008 году — 4,8 %, в 2013 году — 12,5 %). Из 37 жителей в возрасте от 15 до 64 лет — 64,9 % работающих, 5,4 % безработных, 16,2 % учащихся, 8,1 % пенсионеров и 5,4 % других неактивных.
Из 24 работающих 4 работали в своей коммуне, 20 — в другой. Примерно 79,2 % работающих добирались до места работы на автомобиле, 8,3 % — пешком, 8,3 % работали дома и 4,2 % пользовались общественным транспортом.
Структура предприятий и рабочих мест в коммуне в конце 2015 года:
- сельское хозяйство — 37,5 %
- промышленность — 0,0 %
- строительство — 12,5 %
- торговля, транспорт и сфера услуг — 25,0 %
  - в том числе торговля и ремонт автомобилей — 6,2 %
- государственные и муниципальные службы — 25,0 %

В то время было одно предприятие с 3 наёмными работниками в сфере государственных и муниципальных служб, одно предприятие с 1 наёмным работником в сельском хозяйстве и одно предприятие с 1 наёмным работником в сфере услуг, остальные 8 учреждений были без наёмных работников. В 2019 году в коммуне работали 4 человека.
В конце 2020 года, кроме индивидуальных предпринимателей, имелось одно предприятие с 2 наёмными работниками в сельском хозяйстве и одно предприятие с 2 наёмными работниками в сфере государственных и муниципальных служб.

## Политика
Пост мэра с 2020 года занимает Жан-Клод Луше (Jean-Claude Louchet). В муниципальный совет входит 7 депутатов, включая мэра. В 2020 году они были выбраны в первом туре из 14 кандидатов.

## Демография[4]
| Год  | Численность | Численность |
| ---- | ----------- | ----------- |
| 1793 | 120         | [ 8 ]       |
| 1800 | 120         | [ 8 ]       |
| 1806 | 117         | [ 8 ]       |
| 1821 | 95          | [ 8 ]       |
| 1831 | 86          | [ 8 ]       |
| 1836 | 107         | [ 8 ]       |
| 1841 | 120         | [ 8 ]       |
| 1846 | 117         | [ 8 ]       |
| 1851 | 90          | [ 8 ]       |
| 1856 | 96          | [ 8 ]       |
| 1861 | 107         | [ 8 ]       |
| 1866 | 105         | [ 8 ]       |
| 1872 | 100         | [ 8 ]       |
| 1876 | 97          | [ 8 ]       |
| 1881 | 100         | [ 8 ]       |
| 1886 | 100         | [ 8 ]       |
| 1891 | 108         | [ 8 ]       |
| 1896 | 106         | [ 8 ]       |
| 1901 | 83          | [ 8 ]       |
| 1906 | 81          | [ 8 ]       |
| 1911 | 91          | [ 8 ]       |
| 1921 | 75          | [ 8 ]       |
| 1926 | 77          | [ 8 ]       |
| 1931 | 79          | [ 8 ]       |
| 1936 | 87          | [ 8 ]       |
| 1946 | 74          | [ 8 ]       |
| 1954 | 70          | [ 8 ]       |
| 1962 | 71          | [ 8 ]       |
| 1968 | 61          | [ 8 ]       |
| 1975 | 50          | [ 8 ]       |
| 1982 | 46          | [ 8 ]       |
| 1990 | 57          | [ 8 ]       |
| 1999 | 56          | [ 8 ]       |
| 2006 | 68          | [ 9 ]       |
| 2007 | 66          | [ 10 ]      |
| 2008 | 64          | [ 11 ]      |
| 2009 | 62          | [ 12 ]      |
| 2010 | 61          | [ 13 ]      |
| 2011 | 59          | [ 14 ]      |
| 2012 | 57          | [ 15 ]      |
| 2013 | 55          | [ 16 ]      |
| 2014 | 53          | [ 17 ]      |
| 2015 | 52          | [ 18 ]      |
| 2016 | 53          | [ 19 ]      |
| 2017 | 53          | [ 20 ]      |
| 2018 | 55          | [ 21 ]      |
| 2019 | 56          | [ 22 ]      |
| 2020 | 56          | [ 23 ]      |
| 2021 | 56          | [ 24 ]      |
| 2022 | 57          | [ 25 ]      |

В 2019 году в коммуне проживало 56 человек (29 мужчин и 27 женщин), 50 % из 46 человек в возрасте от 15 лет состояли в браке.
| Мужчин | Возраст | Женщин |
| ------ | ------- | ------ |
| 0      | 90+     | 0      |
| 1      | 75—89   | 2      |
| 5      | 60—74   | 5      |
| 4      | 45—59   | 5      |
| 8      | 30—44   | 6      |
| 6      | 15—29   | 4      |
| 5      | 0—14    | 5      |

В коммуне 28 частных домов, из них 22 основных (первых) дома, 4 являются вторым (запасным) домом и 2 пустуют. На каждый первый дом приходилось в среднем 2,55 человека.
Из 22 первых домов 17 находились в собственности, 2 арендовались и в 3 люди проживали бесплатно.
4 первых дома построены до 1919 года, 4 — между 1919 и 1945 годами, 5 — между 1946 и 1970 годами, 6 — между 1971 и 1990 годами, 3 — между 1991 и 2005 годами.
Среднее количество комнат в первых домах — 5,0.
9 первых домов имели отопление, в том числе 4 — электрическое.
Из 22 домохозяйств 11 имели один автомобиль, 11 — два или более автомобиля.
Количество учащихся составляло 17 человек. Ближайшие детский сад и начальная школа (частные) находятся в коммуне Юмьер, государственные — ещё дальше.
Из 38 закончивших обучение 13,2 % не имели образования или окончили начальную школу, 5,3 % окончили коллеж, 23,7 % имели среднее или среднее профессиональное образование, 42,1 % окончили лицей и 15,8 % имели неоконченное высшее образование.